# 升天寺

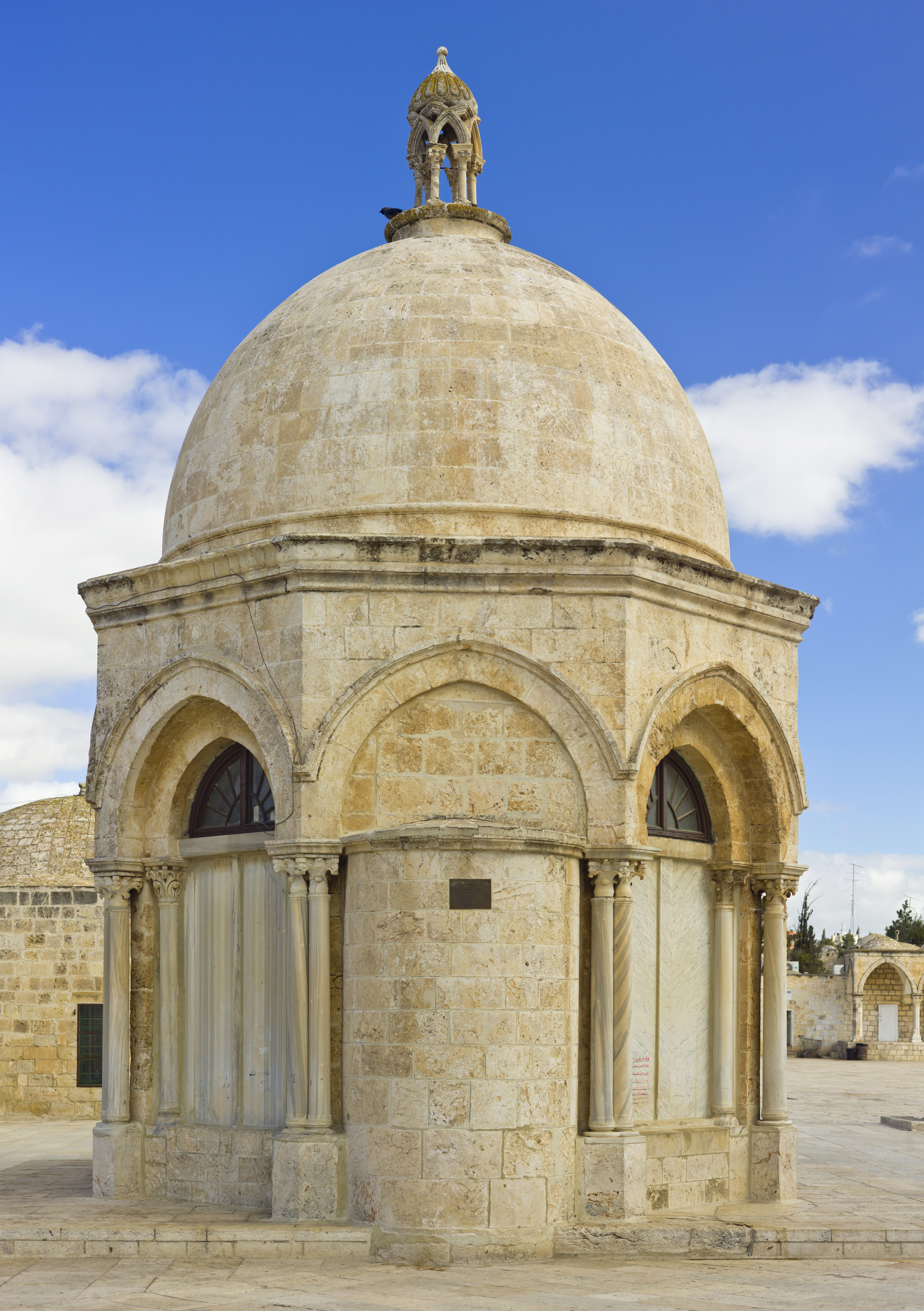
升天寺

升天寺 (Dome of the Ascension；阿拉伯语： Qubbat al-Miraj; 希伯來語： Kippat Ha'Aliyah)是一座小型独立穹顶建筑，由十字军建造，位于耶路撒冷旧城圣殿山，圆顶清真寺以北。
尽管在阿拉伯语中被称为“升天寺”，按照阿拉伯传统，此处是穆罕默德夜行登霄的地点，但学者们认为它初建时是基督教“主的殿”（Templum Domini）的一部分，可能是洗礼堂。1200-1年的一段阿拉伯文铭文将其称为瓦合甫。
该建筑，尤其是柱子，是法兰克风格的，但在阿尤布王朝时期或之后进行了一些维修或翻新。
在Sketchfab Virtual Reality上，可以看到其内部和外部的虚拟现实模型。